# Стилбай

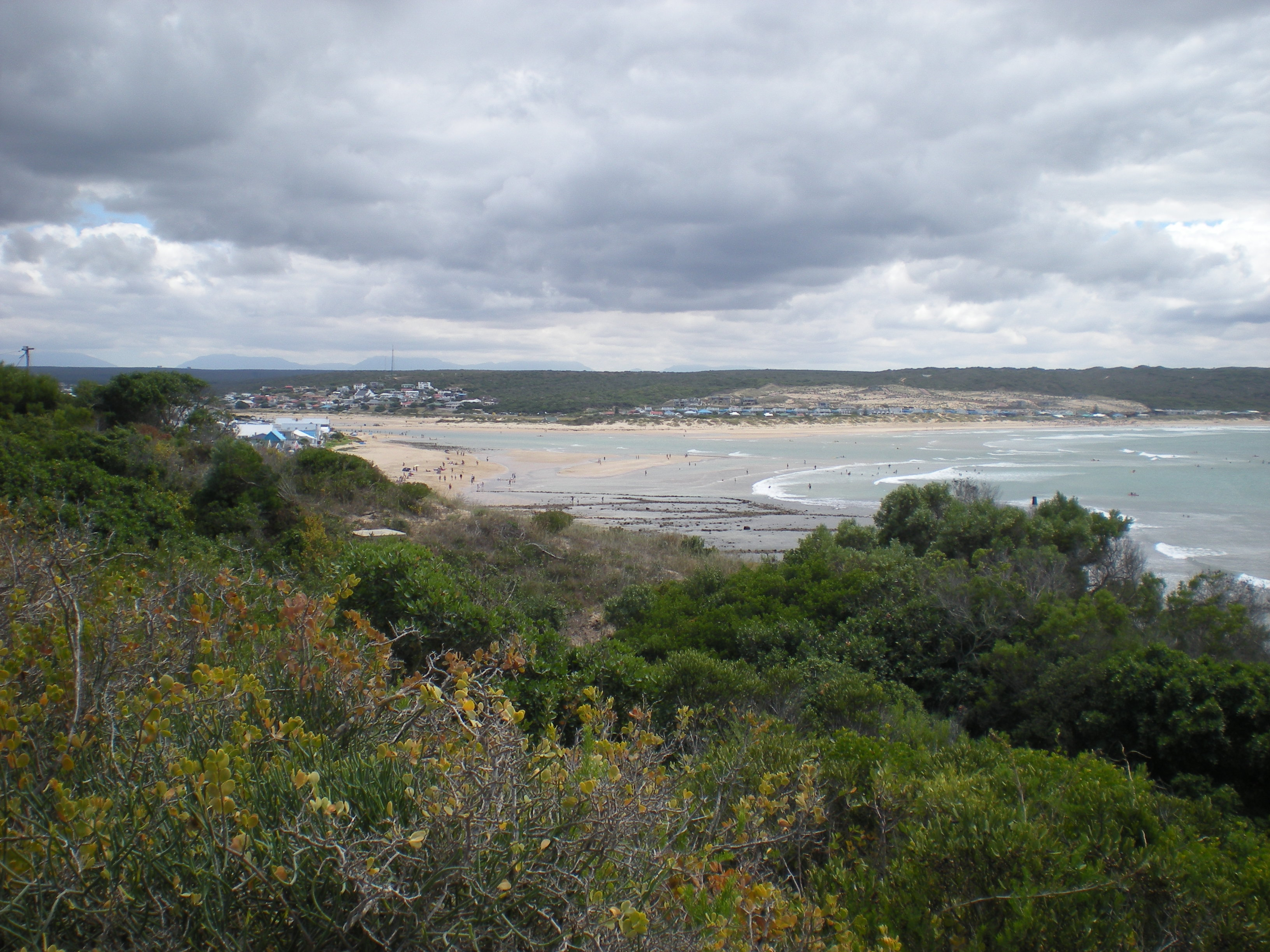
Стилбай, вид с утёса над гаванью

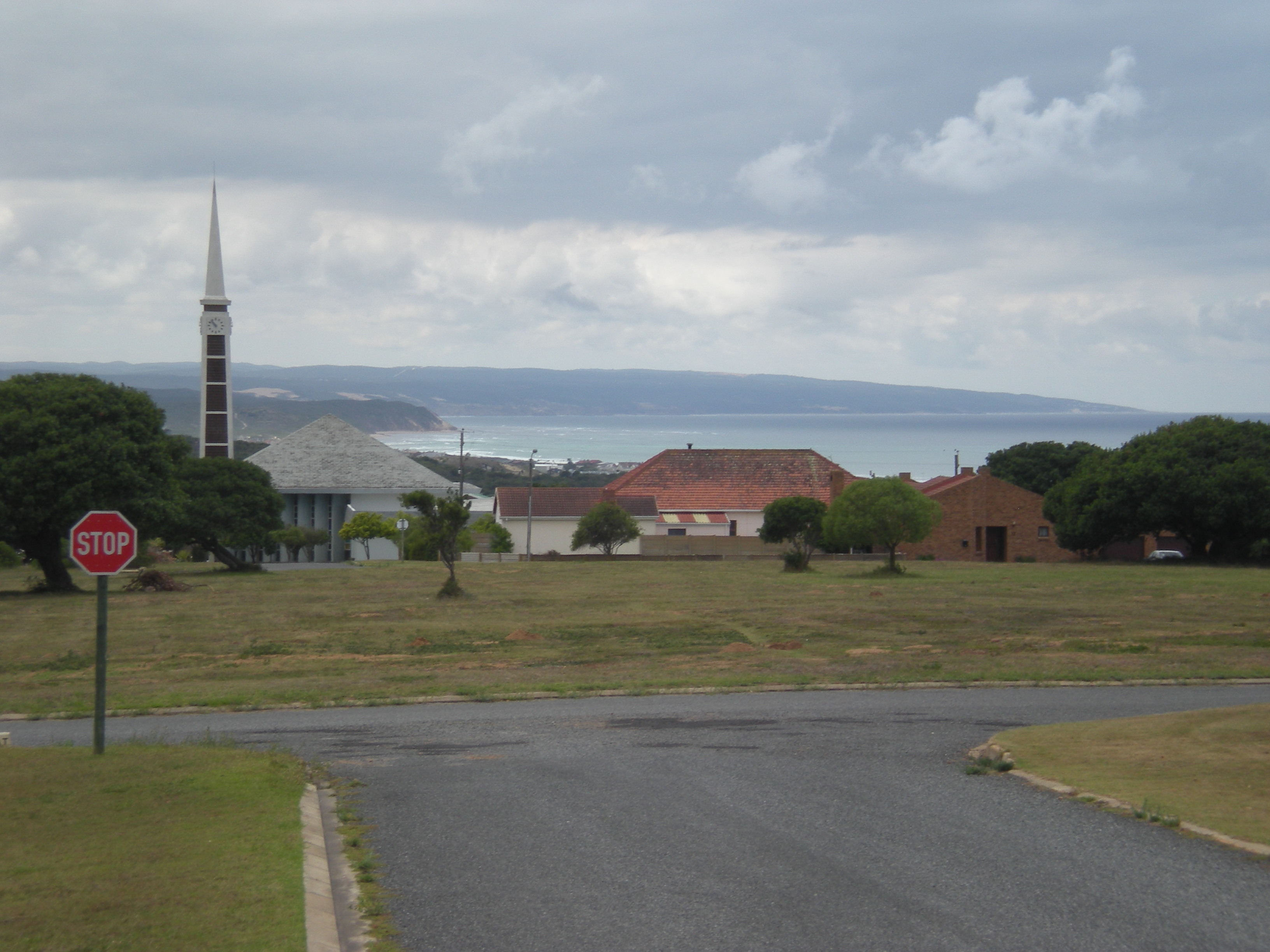
Голландская реформатская церковь в западной части города, вид на восток

Стилбай, африк. Stilbaai, буквально «тихая бухта», также известен как «бухта спящей красавицы», англ. Bay of Sleeping Beauty — популярный туристский курортный город на южном побережье ЮАР примерно в 4 часах езды от Кейптауна. Входит в состав муниципалитета Хессеква Западно-Капской провинции. Варианты написания названия: Stillbay, Stilbay, Stillbaai, Stilbaai.
В городе расположено множество небольших гостиниц типа «Bed and breakfast». Побережье, для которого характерен мягкий тёплый климат, популярно среди купальщиков и серфингистов, однако в самое жаркое время лета ветер пригоняет к побережью большое количество медуз португальский кораблик, которые могут ужалить.
Рядом со Стилбаем расположено большое количество археологических памятников, в том числе старинные рыбные затоны, которые, как предполагается, были созданы предками современных бушменов на юге мыса Доброй Надежды, а также большое количество раковин, которые датируются радиоуглеродным методом около 1000 г. до н. э.
Ещё один археологический памятник был обнаружен в пещере Бломбос приимерно в 12 км от города. Найденные там артефакты были датированы около 77000 лет тому назад, что делает это поселение одним из древнейших человеческих поселений, известных сегодня.